# Уруана
Уруана (порт. Uruana) — муниципалитет в Бразилии, входит в штат Гояс. Составная часть мезорегиона Центр штата Гойас. Входит в экономико-статистический микрорегион Серис. Население составляет 13 712 человека на 2007 год. Занимает площадь 522,127 км². Плотность населения — 27,0 чел./км².
Праздник города — 20 июля.

## История
Город основан 20 июля 1937 года. 

## Статистика
- Валовой внутренний продукт на 2003 год] составляет 62 776 181,00 реалов (данные: Бразильский институт географии и статистики).
- Валовой внутренний продукт на душу населения на 2003 год составляет 4480,81 реалов (данные: Бразильский институт географии и статистики).
- Индекс развития человеческого потенциала на 2000 год составляет 0,758 (данные: Программа развития ООН).

## География
Климат местности: жаркий и полугумидный.